# Beautiful (canción de Gustavo Cerati)
"Beautiful" (inglés para Hermoso) es una canción del músico de rock argentino Gustavo Cerati, escrita y compuesta por él mismo y lanzada en su segundo álbum en solitario Bocanada, el primero luego de la separación de Soda Stereo.
En este tema se aprecia la influencia de la música electrónica que recibió Cerati en los últimos años, especialmente luego de la separación de Soda Stereo, cuando realizó varios proyectos de esta música. Esto también se plasmó en el álbum en general que, sin abandonar la música rock, tiene un importante sonido electrónico.
Musicalmente, es una de las canciones más destacadas del disco. Sin embargo, luego de la gira de presentación del disco, no volvió a ser interpretada en vivo por Cerati

## Música
La música, explicado de manera simple, consiste en música electrónica mezclada con elementos de rock. 
Un componente principal de la canción es la fusión que se presenta entre los sonidos electrónicos con los de la guitarra eléctrica y el bajo. De hecho, cuando está pronta a terminar, hay un destacado solo simultáneo de guitarra y bajo.

## Personal
- Gustavo Cerati - voz, guitarras, MPC3000, bajo, theremin
- Flavio Etcheto - sampler
- Fernando Nalé - bajo slap
- Martín Carrizo - batería
- Tweety González - órgano